# Chionaema asticta
Chionaema asticta là một loài bướm đêm thuộc phân họ Arctiinae, họ Erebidae.